# Servius Sulpicius Galba (Konsul 144 v. Chr.)
Servius Sulpicius Galba (* um 194 v. Chr.; † vor 129 v. Chr.) entstammte dem römischen Patriziergeschlecht der Sulpicier. 151 v. Chr. war er  Prätor in Spanien und ordnete im Folgejahr ein Massaker an Lusitanern an. Er konnte einen deswegen gegen ihn angestrengten, vom älteren Cato unterstützten Prozess vereiteln. 144 v. Chr. amtierte er als Konsul. Er galt als einer der besten Redner seiner Zeit.

## Auseinandersetzung mit  Lucius Aemilius Paullus Macedonicus
Servius Sulpicius Galba, dessen Filiation in den Fasti Capitolini nicht erhalten ist, war wohl der Sohn des gleichnamigen Stadtprätors von 187 v. Chr. Aufgrund der Tatsache, dass er etwas älter war als die Konsuln Publius Cornelius Scipio Aemilianus Africanus und Gaius Laelius, wird sein Geburtsjahr auf etwa 194 v. Chr. geschätzt.
Im Rahmen des Dritten Makedonisch-Römischen Krieges nahm Galba 168 v. Chr. als Militärtribun der zweiten Legion am erfolgreichen Feldzug des Konsuls Lucius Aemilius Paullus gegen den letzten makedonischen König Perseus teil.  Persönlich war er aber mit dem Konsul verfeindet. Auch ein weiterer Sulpicier, Gaius Sulpicius Galus, diente als Kriegstribun der zweiten Legion unter Paullus und wurde von diesem nach dem Krieg wegen zu großer Nachgiebigkeit gegenüber dem gefangenen Perseus heftig gerügt.
Nach der Rückkehr nach Rom versuchte Galba 167 v. Chr. zu verhindern, dass Paullus aufgrund eines Plebiszits ein Triumph zugestanden wurde. Er hielt vor den mit ihrem ehemaligen Kommandanten unzufriedenen Soldaten eine scharfe Rede, rückte Paullus’ Vergangenheit in ein schlechtes Licht und warf ihm u. a. zu geringe Beteiligung der Soldaten an den erbeuteten Geldern vor. Insbesondere stachelte er seine Zuhörer dazu auf, in der Volksversammlung gegen die Verleihung eines Triumphs zu votieren. Erstmals in der römischen Geschichte wandte er dabei auch erfolgreich das Instrument des Dauerredens als Mittel der Obstruktion an und erreichte auf diese Weise, dass die Abstimmung verschoben werden musste. Außerdem kam sodann die erste abstimmende Tribus seiner Aufforderung zur Vereitlung von Paullus’ Triumph nach. Letztlich blieben seine Bemühungen aber dennoch erfolglos, weil die Abstimmung zunächst abgebrochen wurde und anschließend bedeutende Staatsmänner wie der Konsul von 202 v. Chr., Marcus Servilius Pulex Geminus, sowie wahrscheinlich auch der ältere Cato massiv für Paullus Partei ergriffen. Immerhin genoss Galba seither den Ruf eines begnadeten Redners. Seine Methode, sich als junger Mann durch Anklage eines bedeutenden Politikers den Einstieg in eine große Karriere zu verschaffen, fand später viele Nachahmer.

## Prätur und Anklage wegen Kriegsgräuel
Wann genau Galba das Priesteramt eines Augurs antrat, ist nicht bekannt. Für 151 v. Chr. wurde er jedenfalls zum Prätor gewählt und bekam Hispania ulterior als Provinz zugewiesen. Dort führten die Römer Krieg gegen die Keltiberer. Nach seiner Ankunft in Spanien kam Galba mit seinen Soldaten nach einem schnellen Vorstoß von nahezu 90 Kilometern in nur einem Tag und einer Nacht jenen Verbündeten der Römer zu Hilfe, die von den Lusitanern attackiert wurden. Anfangs konnte er die Feinde in die Flucht schlagen. Als er jedoch mit seinem erschöpften Heer den Gegnern nachsetzte und dabei unvorsichtig vorging, wurde er bei einem Gegenstoß der Lusitaner schwer geschlagen, wobei 7000 Römer fielen. Dem Prätor gelang mit der Kavallerie die Flucht zu der in Andalusien gelegenen Stadt Carmo. Er sammelte die Reste seines Heeres, verstärkte sie durch Kontingente der alliierten Iberer auf 20.000 Mann und überwinterte in Conistorgis.
Anfang 150 v. Chr. drang Galba, nunmehr als Proprätor, in Lusitanien ein und verwüstete das Land, während gleichzeitig der Prokonsul Lucius Licinius Lucullus von der anderen Seite her angriff. Die Lusitaner nahmen mit Galba über Gesandte Kontakt auf und ließen ihm ausrichten, dass sie den Bruch des mit dem früheren spanischen Prätor Marcus Atilius geschlossenen Vertrages bereuen und diesen künftig einhalten würden. Zum Schein gab sich Galba gegenüber den Gesandten freundlich, schloss einen Waffenstillstand und versprach ihnen die Zuweisung fruchtbaren Landes. Ihre Leute sollten sich mit Frauen und Kindern in drei Verbände einteilen und dementsprechend an drei von ihm bestimmten Orten einfinden, wo er ihnen mitteilen werde, welche Ländereien sie besiedeln könnten. Die Lusitaner erschienen an den vereinbarten Plätzen und gaben auf Galbas Befehl ihre Waffen ab. Doch Galba ließ die nun nicht mehr verteidigungsfähigen Krieger von seinen Soldaten töten und die Frauen und Kinder in die Sklaverei nach Gallien verkaufen. Laut Appian war der ohnehin äußerst vermögende Proprätor so habgierig, dass er seinen Freunden und Soldaten nur wenig Beute und Gewinn überließ und den Großteil in seine eigene Tasche steckte, was diese gegen ihn aufbrachte. Später entschuldigte Galba seine brutale und heimtückische Niedermetzlung der Wehrlosen mit der Behauptung, dass er einen geheimen Angriffsplan der Lusitaner vorbeugend habe vereiteln wollen. Zu den wenigen dem Massaker Entkommenen zählte Viriathus, der ab 147 v. Chr. einen jahrelangen blutigen Widerstandskampf gegen die Römer führen sollte.
Als Galba nach Rom zurückgekehrt war, wurde er 149 v. Chr. wegen seines völkerrechtswidrigen Vorgehens in Spanien vom Volkstribun Lucius Scribonius Libo und dem bereits 85-jährigen Cato heftig angegriffen. Libo beantragte, die von Galba versklavten Lusitaner freizukaufen und den ehemaligen Prätor wegen seiner schweren Vergehen vor einem neu zu konstituierenden Strafgerichtshof zur Verantwortung zu ziehen. Für einen solchen Schritt sprach sich neben einem Lucius Cornelius Cethegus insbesondere Cato aus. Der einflussreiche frühere Zensor hielt bei dieser Gelegenheit seine letzte öffentliche Rede. Der Konsul von 153 v. Chr., Quintus Fulvius Nobilior, war jedoch einst selbst scharfen Attacken von Seiten Catos ausgesetzt gewesen und übernahm deshalb nun die Verteidigung Galbas, der sich auch selbst in mehreren Reden zur Wehr setzte. Trotz seiner Begabung auf dem Gebiet der Rhetorik kämpfte der Angeklagte gegen seine drohende Verurteilung auch mit anderen Methoden. So suchte er sich offenbar durch beträchtliche Bestechungen aus der Affäre zu ziehen. Außerdem heischte er um Mitleid vor dem Volk, indem er seine beiden Söhne zur Schau stellte sowie den ihm anvertrauten kleinen Sohn seines verstorbenen Verwandten Gaius Sulpicius Galus. Diese Kinder, so klagte er, würden im Fall seiner Verurteilung hilflos zurückbleiben. Mit diesem neuartigen Appell um Erbarmen hatte Galba Erfolg; der Antrag zu seiner gerichtlichen Verfolgung wurde abgelehnt.
Cato, der mit dem Ausgang des Verfahrens nicht zufrieden sein konnte, beendete sein als Origines betiteltes (verlorenes) Geschichtswerk mit der Niederschrift dieser Vorgänge, wobei er auch seine eigene erfolglose Rede gegen Galba einfügte. Letzterer publizierte ebenfalls drei seiner damaligen Verteidigungsreden, von denen zwei gegen den Volkstribun Libo und eine gegen dessen Unterstützer Cethegus gerichtet gewesen waren.
Als Reaktion auf den gescheiterten Prozess gegen Galba wurde noch 149 v. Chr. auf Antrag des Volkstribunen Lucius Calpurnius Piso Frugi erstmals ein ständiger Repetundengerichtshof konstituiert, um den Bewohnern der Provinzen wenigstens die zivilrechtliche Belangung verbrecherischer Statthalter zu ermöglichen.

## Konsulat und spätere Karriere
Galbas unwürdiges Vorgehen gegen die Lusitaner trug wohl beträchtlich zur Verzögerung seiner späteren Karriere bei, so dass er erst 144 v. Chr. zum höchsten Staatsamt, dem Konsulat, aufstieg. Sein Amtskollege war Lucius Aurelius Cotta. Beide Konsuln beanspruchten die Führung des Krieges gegen Viriathus in Spanien jeweils für sich, worüber es im Senat zu heftigen Kontroversen kam. Publius Cornelius Scipio Aemilianus Africanus sprach sich dagegen aus, einem der beiden Konsuln das Kommando auf der Iberischen Halbinsel zu übertragen, wobei er im Fall von Galba auf dessen Habsucht verwies, die Schuld an Viriathus’ Siegen sei. Scipios Haltung war offenbar entscheidend, dass die Konsuln leer ausgingen und stattdessen dem Konsul des Vorjahrs, Quintus Fabius Maximus Aemilianus, das Kommando im spanischen Krieg verlängert wurde.
Um 142 v. Chr. kandidierte Publius Licinius Crassus Dives Mucianus um die Ädilität und konnte dabei auf die Unterstützung von Galba zählen, da dessen jüngerer Sohn Gaius mit Licinia, der älteren Tochter des Crassus Dives Mucianus, verlobt war, wodurch familiäre Banden zwischen diesen beiden zu den reichsten Römern gehörigen Männern bestanden.
Nachdem der Konsul von 140 v. Chr., Gaius Laelius mit seiner Verteidigung von schwerer Übergriffe beschuldigten Pächtern der in Bruttium gelegenen Staatsforsten wenig Erfolg gehabt hatte, übernahm auf seine Empfehlung hin Galba 138 v. Chr. die Vertretung der Angeklagten. Wiederum setzte Galba sehr gekonnt seine rednerische Gewandtheit ein, so dass seine Mandanten einer Verurteilung entgingen.
Galba ging zu einem nicht genau datierbaren Zeitpunkt nach seinem Konsulat (laut T. Robert S. Broughton 141 v. Chr., laut Friedrich Münzer 137 v. Chr.) als Anführer einer römischen Gesandtschaft nach Kreta. Dort sollte er in einem zwischen mehreren Städten der Insel geführten Krieg vermitteln. Vor dem Jahr 129 v. Chr. ist er laut einer Bemerkung des Redners Cicero verstorben.
Noch in der Ära Ciceros galt Galba als einer der besten Redner seiner Zeit. Auch Cicero selbst war von diesem Urteil früherer Generationen überzeugt, obwohl er ebenso wie die meisten seiner Zeitgenossen keine direkte Kenntnis mehr von Galbas Beredsamkeit besaß. Nachdem er einige erhaltene Reden Galbas studiert hatte, war Cicero allerdings wenig von ihnen angetan; er fand sie altmodischer als die Reden des Laelius und Scipio. Bald danach gerieten Galbas Reden völlig in Vergessenheit, so dass keine Fragmente davon überliefert sind.